# Kathleen Carley
Pour les articles homonymes, voir Carley.
Kathleen M. Carley est une sociologue américaine spécialisée dans l'analyse de réseau dynamique. Elle est professeure à l'université Carnegie-Mellon dans le département des sciences informatiques de l'Institut international de recherche logiciel. Elle est en poste également dans la Tepper School of Business, au Collège Heinz, ministère de l'ingénérie et politique publique et au ministère des Sciences sociaux et de la décision.

## Contexte
Kathleen Carley est née à Pueblo, au Colorado, en 1956. Au lycée, son intérêt pour la modélisation sociale s'inspire des romans du cycle de Fondation d'Isaac Asimov. L'intelligence artificielle n'était pas un cheminement de carrière à cette époque et elle a été dissuadée d'étudier les mathématiques à cause des stéréotypes du genre. Ainsi, elle a étudié l'économie et les sciences politiques à l'Institut de technologie du Massachusetts en 1978. Elle a reçu son doctorat en sociologie à l'université Harvard en 1984. Son mentor de doctorat était Harrison White et sa thèse s'intitulait Consensus Construction.

## Carrière
En 1984, à son départ de Harvard, Carley a obtenu un poste de professeure agrégée de sociologie et de systèmes de l'information à l'Université Carnegie Mellon où elle demeure basée. En 1990, elle est devenue professeure agrégée de sociologie et des organisations. En 1998, elle a été nommée professeure de sociologie, des organisations et des technologies de l'information, et en 2002, elle est devenue professeur de calcul, organisation et société. Depuis 1998, elle occupe également des postes dans d'autres écoles et départements de la CMU, notamment au Département des sciences sociales et décisionnelles, au Collège Heinz, à la Tepper School of Business et au Département du génie et des politiques publiques.

## Recherche
Les recherches de Carley combinent les sciences cognitives, la sociologie et l'informatique pour résoudre des problèmes sociaux et organisationnels complexes. Sa contribution la plus notable à la recherche a été la mise en place de l'analyse de réseau dynamique (DNA). En outre, elle a également contribué à la recherche sur la théorie sociale et organisationnelle,,,, l'adaptation et l'évolution,, l'exploration de textes et l'impact des technologies de télécommunication et politique sur la communication, la diffusion de l'information,, la contagion de la maladie et la riposte au sein des groupes et entre ceux-ci, en particulier en cas de catastrophe ou de crise et les méthodes de réseau dynamique,.
Elle est directrice du Centre d'Analyse Computationnelle des Systèmes Sociaux et Organisationnels (CASOS), un centre interdisciplinaire à l'échelle de l'université qui regroupe la théorie des réseaux, l'informatique et les études organisationnelles et qui a un programme de formation associé financé par la NSF pour les doctorants. Ses recherches sur l'analyse de réseau dynamique ont abouti à des outils d'analyse de réseaux dynamiques à grande échelle et à divers systèmes de simulation multi-agents. Son groupe CASOS a développé des outils pour les réseaux sémantiques d'extraction de texte (AutoMap), la simulation de modèles épidémiologiques (BioWar) et la simulation de réseaux cachés (DyNet).
Carley est la co-rédactrice fondatrice et la co-rédactrice en chef de la revue Computational and Mathematical Organization Theory. Elle a co-édité plusieurs livres dans le domaine des organisations informatiques et des réseaux dynamiques.

## Publications
- Kathleen M. Carley et MJ Prietula, Computation Organizational Theory, Lawrence Erlbaum, 1994, 318 p. (ISBN 978-0-8058-1406-4, lire en ligne)
- Kathleen M. Carley, « A theory of group stability », American Sociological Review, vol. 56, no 3,‎ juin 1991, p. 331–354 (DOI 10.2307/2096108, JSTOR 2096108) (Également disponible ici )